# Лааксо, Теему
Теему Лааксо (фин. Teemu Laakso; 27 августа 1987, Туусула) — финский хоккеист, защитник.

## Карьера
Теему Лааксо начал свою профессиональную карьеру в 2004 году в составе клуба финской СМ-Лиги ХИФК, выступая до этого за его фарм-клуб, а также молодёжный состав родного «Ахмата». В своём дебютном сезоне Теему провёл на площадке 15 матчей, в которых он набрал 2 (0+2) очка. В следующем году на драфте НХЛ он был выбран в 3 раунде под общим 78 номером клубом «Нэшвилл Предаторз». В составе ХИФКа Лааксо выступал на протяжении последующих трёх сезонов, набрав за это время 24 (9+15) очка в 170 матчах.
В 2007 году Теему подписал двусторонний контракт сроком на три года с «Нэшвиллом», однако сезон 2007/08 он также решил провести в Финляндии. Перед началом нового сезона Лааксо всё же отправился за океан, однако первый год своих выступлений в Северной Америке он провёл в фарм-клубе «хищников» «Милуоки Эдмиралс», в составе которого в 42 встречах отметился 9 (2+7) набранными очками. Сезон 2009/10 Теему также начал в АХЛ, однако 3 октября 2009 года в матче против «Даллас Старз» он, наконец, дебютировал в Национальной хоккейной лиге. Всего в том сезоне он принял участие в 7 матчах «Нэшвилла», большую часть времени вновь проведя в составе «Милуоки», после чего руководство «Предаторз» предложило ему новый однолетний контракт.
В новом сезоне, однако, Лааксо удалось провести в НХЛ лишь один матч, тем не менее, 15 июня 2011 года он принял решение продлить своё соглашение с клубом ещё на один год. На старте сезона 2011/12 Теему принял участие в 9 матчах «Нэшвилла», после чего был выставлен на драфт отказов и вновь командирован в «Милуоки», в составе которого за оставшуюся часть сезона он набрал 22 (3+19) очка в 58 матчах.
3 июня 2012 года Лааксо решил вернуться в Европу, подписав двухлетний контракт с череповецкой «Северсталью».

### Международная
В составе сборной Финляндии Теему Лааксо принимал участие в юниорских чемпионатах мира 2004 и 2005 годов, на первом из которых он стал лучшим ассистентом и бомбардиром среди защитников турнира, а также молодёжных первенствах мира 2005, 2006 и 2007 годов, став в 2006 году обладателем бронзовых медалей.

## Достижения
- Лучший ассистент и бомбардир-защитник юниорского чемпионата мира 2004.
- Бронзовый призёр молодёжного чемпионата мира 2006.
- Лучший снайпер-защитник молодёжного чемпионата мира 2006.
- Самый недисциплинированный игрок молодёжного чемпионата мира 2007.

## Статистика
| Легенда | Легенда                    | Легенда | Легенда                   | Легенда | Легенда    |
| ------- | -------------------------- | ------- | ------------------------- | ------- | ---------- |
| И       | Количество проведённых игр | Штр     | Штрафное время            | +/−     | Плюс-минус |
| Г       | Голы                       | П       | Голевые передачи          | О       | Очки       |
| -       | Статистика неизвестна      | —       | Статистика не учитывалась |         |            |

### Клубная карьера
- a В этом сезоне в «Плей-офф» учитывается статистика игрока в Кубке Надежды.

### Международная
| Турнир   | Место | Игр | Г | П | Очк | +/- | Штр |
| -------- | ----- | --- | - | - | --- | --- | --- |
| ЮЧМ-2004 | 7     | 6   | 2 | 4 | 6   | +5  | 18  |
| ЮЧМ-2005 | 7     | 6   | 0 | 0 | 0   | -1  | 8   |
| МЧМ-2005 | 5     | 5   | 0 | 1 | 1   | -3  | 10  |
| МЧМ-2006 |       | 7   | 3 | 1 | 4   | +7  | 12  |
| МЧМ-2007 | 6     | 6   | 3 | 2 | 5   | +3  | 52  |